# (11058) 1991 PN10
(11058) 1991 PN10 là một tiểu hành tinh nằm ở rìa trong của vành đai chính. Nó được phát hiện bởi Henry E. Holt ở Đài thiên văn Palomar ở Quận San Diego, California, ngày 7 tháng 8 năm 1991.